# Avenionia
Avenionia là một chi ốc nước ngọt nhỏ có mang và nắp, là động vật thân mềm chân bụng sống dưới nước trong họ Hydrobiidae.

## Các loài
Các loài thuộc chi Avenionia bao gồm:
- Avenionia brevis
- Avenionia roberti